# 黒門市場

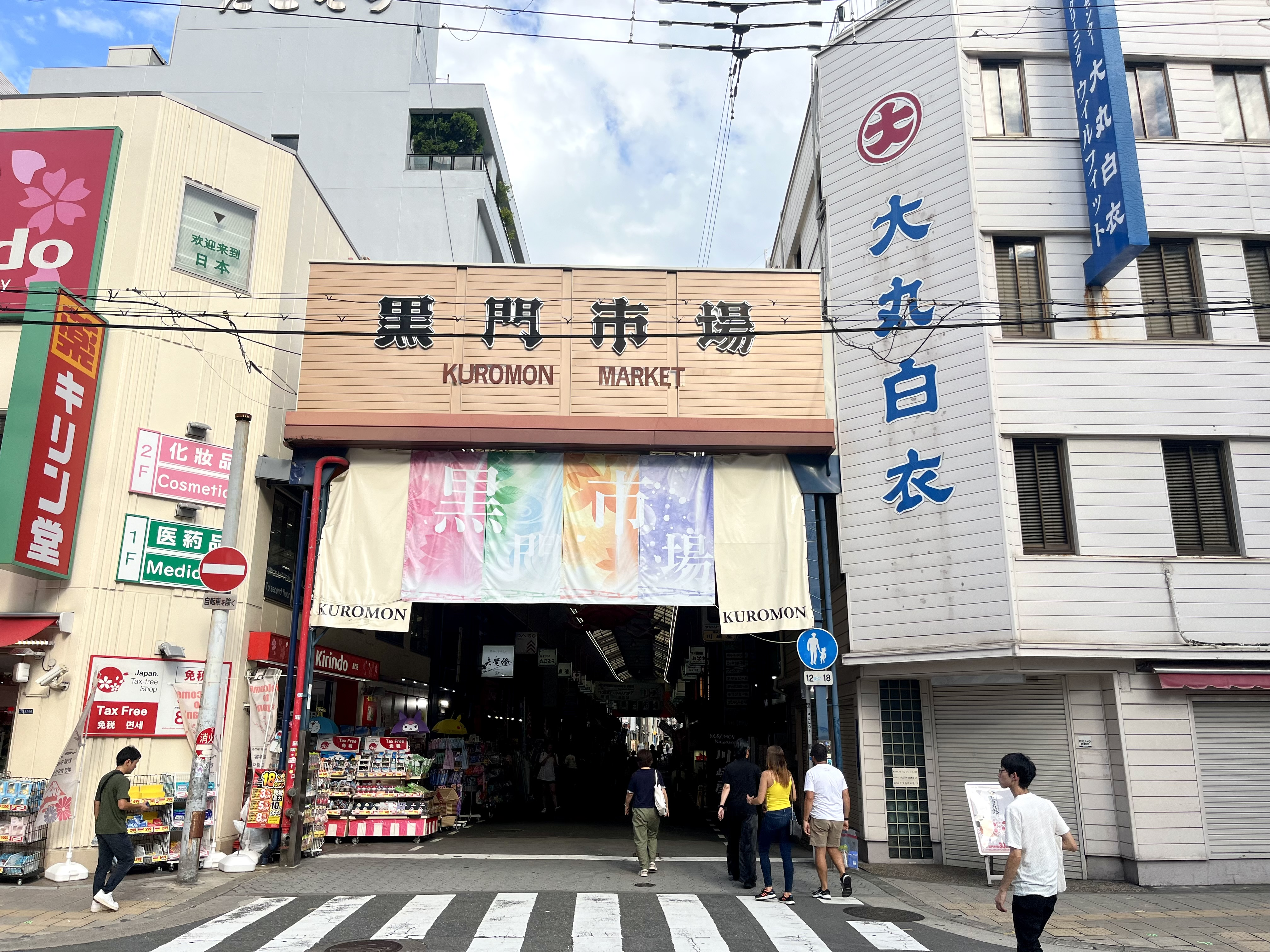
黒門市場の出入口

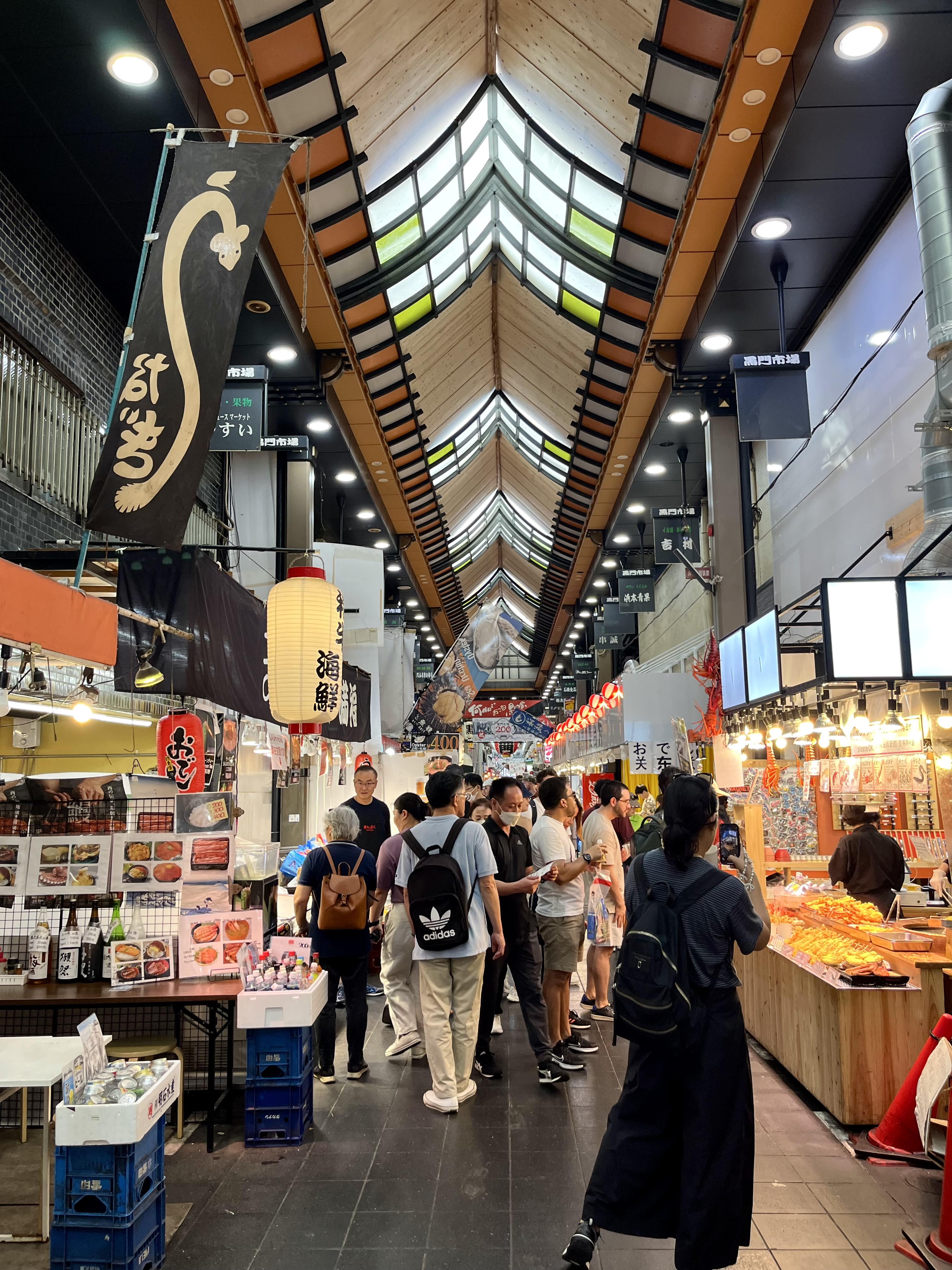
アーケード内部

黒門市場（くろもん いちば）は、大阪府大阪市中央区日本橋1丁目・2丁目に所在する市場、商店街。

堺筋から一つ東の筋を中心に、千日前通の南側に展開する。商店街の類型は超広域型商店街で、キの字形に伸びる総延長距離約580メートルのアーケード街におよそ150～160店舗が軒を連ねる（2019年時点）。商店街は7つの町会で構成されており、生鮮三品を始めとする食料品を幅広く扱う。大阪においては、東成区の鶴橋市場、豊中市の豊南市場などと並んで食の宝庫として知られる。

## 歴史

### 圓明寺市場
江戸時代、当地域の西寄りの地には黒塗りの山門を構えた「圓明寺（えんみょうじ）」という浄土真宗本願寺派寺院があった。その山門、すなわち黒門の前で鮮魚商人らが市を営み始めたのは、江戸時代後期前半にあたる文政年間（1818-1831年間）の頃で、これが黒門市場の起源であるという。もっとも、圓明寺があった時代には寺名にちなんで「圓明寺市場」と呼ばれていた。

### 南の大火
1912年（明治45年）1月16日、南の大火（難波大火。cf. 千日前#ミナミの大火後）が発生すると、火の手は圓明寺にも延び、山門を含む伽藍のことごとくが焼失してしまった。大火の後、圓明寺は大阪府中河内郡矢田村（現・大阪府大阪市東住吉区照ケ丘矢田てるがおかやた）へ移転し、現在に到る。一方で、圓明寺移転後の当地域では、かつてあった「圓明寺の黒門」が市場の名前として引き継がれることになり、つまりは大正時代の始まる頃から「黒門市場」と呼ばれるようになった。

### 玉造門前の黒門市場
「黒門市場」なる市場は、歴史上はほかにもあった。そもそも、黒塗りの門は日本語で「黒門」と呼ばれることが多いので、その門前に市が立てば、その場は「黒門市場」と呼ばれておかしくない。
江戸時代前期、豊臣大坂城（豊臣政権時代の大坂城）の南東にあった玉造門（※現在の大阪市中央区玉造1丁目に所在した）が黒塗りの門であったことから、この門を「黒門」と通称し、その門前で開かれていた西成郡の玉造村などで産するシロウリ（越瓜、白瓜）の市場を「黒門市場」と呼ぶようになった。玉造村を主産地とする西成名産の越瓜（白瓜）は「玉造黒門越瓜（玉造黒門白瓜）」（cf. なにわ野菜）と呼ばれるようになり、「くろもん」の愛称でも親しまれた。江戸時代も半ばに差し掛かると、火が着いた伊勢神宮へのお蔭参りの熱量が全国に伝播し、江戸時代後期には地元の玉造稲荷神社も参詣客で大いに賑わうようになる。そのようななか、黒門市場も隆盛したという。しかし明治時代に入ってからは次第に衰え、明治時代半ばに消滅した。本項で解説している圓明寺市場（日本橋の黒門市場）と長く並存していたわけであるが、玉造門前の黒門市場は圓明寺市場が「黒門市場」と呼ばれ始める大正時代初頭より20年以上前に消えていて、異所同名の市場として並立することは無かった。

### 戦前・戦中
1945年（昭和20年）3月13日の深夜から翌14日にかけて第1回大阪大空襲があり、周辺一帯と共に黒門市場は焼け野原となった。

### 戦後
戦後（第二次世界大戦後）になると、黒門市場の戦災跡地には大阪府の払い下げバラック住宅が建設され、逸早く復興を遂げる。「浪速の台所」「大阪の胃袋」として賑わい始め、とりわけ年末には数多くの買い物客が訪れるようになっていった。1948年（昭和23年）には黒門市場組合（現・黒門市場商店街振興組合）が発足した。組合は戦前もあったが、詳細は不明である。
1960年（昭和35年）から1965年（昭和40年）にかけては夜店の全盛期であった。それまでテント式であったアーケードを順次鉄骨式に換えていったのはこの時代である。1962年（昭和37年）には、黒門市場振興組合の加盟店が167軒となり、全従業員は約750名を数えた。1965年（昭和40年）頃からは、外交販売による販路拡張を図り始めた。

### 21世紀
2000年代以前の黒門市場には飲食店がおよそ20軒ほどあり、黒門市場関係者や地域住民を相手にしたうどん屋などの大衆食堂が大半であった。2010年代には、立地を活かして新鮮な魚介類を使った料理店・居酒屋なども増えていった。
2010年代前期後半（※おおよそ2014年から2015年頃に始まる）には、観光立国とインバウンド消費の拡大に官民が一体となって取り組み、全国各地で様々な成果が上がっていたが、黒門市場もこの頃からアジアを中心に「日本へ行ったら立ち寄るべき有名スポット」の一つとして海外メディアで取り上げられることが多くなり、分かりやすくて面白いインバウンド消費の成功例として日本のマスメディアでもしばしば取り上げられる、それだけの果実を得た。日本人客より外国人観光客のほうが多くなる状況（※2016年はアジアからの観光客を中心として客の7割が外国人となった）の中、店主らも英語などへの対応を心がけ、各店舗の品書きも商店街のガイドブックやパンフレット類も外国語対応が珍しくなくなった。ガイドブックは英語と中国語に対応し、日本語版より多く使われるようになった。この時代には串焼き風メニューが充実していったが、その場で焼いてもらって食べ歩きしながら味わえることが外国人に大いに受けたことと無縁ではない。また、絶対数の多い中国人観光客の場合に特にそうであるが、日本に来たからには母国では決して食べられないフグを食べてみたいという人が多く、夏場でさえも鍋料理を含むフグ尽くしを食べたいという要望が多々あった。夏にはあまりフグを食べない日本人の慣習に則って夏の黒門市場はフグを仕入れていなかったが、産地・下関と提携して2016年（平成28年）の春から仕入れ始めると、これが爆発的に売れた。
2010年代後半には、およそ180の店舗があり、そのうち鮮魚店が約半数を占めている。そのほか、青果・乾物などを扱う店も多い。市場とは特に関連の無い総合食品スーパーマーケットなども立地している。2019年（令和元年）時の公式ウェブサイトの情報では、アーケード街には約150店舗が軒を連ねていた。
しかし、そのようなインバウンドに依存した戦略は、新型コロナウイルスによる観光客の急減により、売り上げが激減し、多くの店が休業や閉店に追い込まれた。取材に答えた振興組合の人物は「天国から地獄」と表現した上で、訪日客中心の戦略に偏るあまり地域住民への十分な配慮ができていなかったとした。
2024年時点では中国人・韓国人が客のほとんどで、日本人はおろか外国人観光客にも愛想を尽かされる低品質高価格の海外資本店舗が主体となっている。

### 年表
- 文政年間（1818-1831年間）の頃（江戸時代後期前半） - 圓明寺市場（現・黒門市場）の始まり／浄土真宗本願寺派寺院・圓明寺の黒門の前で鮮魚商人らが市を営み始め、「圓明寺市場」と呼ばれるようになる。
- 1912年（明治45年）1月16日 - 南の大火（難波大火）が発生し、圓明寺は黒門を含む全ての伽藍が焼失する。
- 明治最終年中もしくは大正元年の頃 - 圓明寺が中河内郡矢田村へ移転する。市場の人々はかつてあった黒門にちなむ「黒門市場」という名称を用い始める。
- 1945年（昭和20年）3月13日～14日 - 第1回大阪大空襲があり、周辺一帯と共に黒門市場は壊滅状態になる[3]。
- 終戦直後（第二次世界大戦直後） - 黒門市場の戦災跡地に大阪府の払い下げバラック住宅が建設され、逸早く復興を遂げる[3]。
- 1948年（昭和23年） - 黒門市場組合（現・黒門市場商店街振興組合）の発足[3]。組合は戦前もあったが、詳細不明[3]。
- 1952年（昭和27年） - 黒門市場組合が「黒門市場振興組合」へ改称[3]。
- 1960年（昭和35年）～1965年（昭和40年） - 夜店の全盛期。この時期、テント式であったアーケードが鉄骨式へ順次置換されていった。
- 1962年（昭和37年） - 黒門市場振興組合加盟店は167軒、全従業員は約750名を数える。
- 1965年（昭和40年）頃 - 外交販売による販路拡張を図り始める。
- 1975年（昭和50年） - 黒門市場振興組合が「黒門市場商店街振興組合」名義で法人化する[3]。
- 2011年（平成23年） - 大阪および黒門市場で、アジア人を主とした外国人観光客が増え始める[4][2]。
- 2012年（平成24年） - 平日来街者数が1日1万8000人程度と、当時の“近年最低”を記録する[3]。買い物をしてくれる客はもっと少なかった[3]。中国・上海市に支店を持つ黒門市場の一鮮魚業者からインバウンド需要に関する情報を得る[3]。アジアからの観光客が大阪に押し寄せる時代が来ると読んだ事情通が黒門市場に出店する[3]。このような時流に合わせて、黒門市場は外国人観光客に目を向けた商売を始める[3]。
- 2014年（平成26年） - 空き店舗を外国人観光客向けの無料休憩所として整備する[4]。
- 2015年（平成27年） - 平日来街者数が1日平均2万3000人にまで伸びる[3]。今も昔も鮮魚店の数は多く、この頃は全体の4分の1にあたる約40店が鮮魚店で[3]、サケ、マグロ、フグなどの専門店も目立つ[3]。商店主向けの有料の英会話教室が始まり、受講希望者が殺到する[4]。
- 2016年（平成28年） - 国の補助を活用して無料休憩所を「黒門インフォメーションセンター」としてリニューアルし[4][2]、外貨両替機の設置、多言語対応インフォメーションスタッフの常駐、手荷物の一時預かりサービスの開始なども行う[4][2]。
- 2017年（平成29年） - 平日来街者数が1日平均3万～2万6000人にまで伸びる[4][2][* 2]。そのうち5～8割は外国人観光客[4][2][* 3]。黒門市場振興組合加盟店は173軒（小売業128、飲食業38、サービス業2、不動産業1、その他4）[2]。
- 2018年（平成30年） - 年末の来街者数は1日約15万人以上[7]。
- 2019年（平成31年/令和元年） - アーケード街に約150店舗あり[1]。

## ぼったくり批判
2023年ごろからのインバウンド需要に伴い、外国人観光客向けに販売商品の値段がつり上げられ、カニ足4本・3万円、エビ1尾・3,500円、生牡蠣1個・1,300円、神戸牛肉串1本・4,000円といった価格設定がされていることに対し、SNS上では「ぼったくり」、「避けるべき観光地」と批判された。
コロナ後の2024年6月現在、本マグロの寿司（4貫）は2,800円、中トロとウニが入った刺身盛は5500円、ウニ丼は5000円、タラバガニの片身（足4本）は1万5000円、焼きエビは1尾2500円、アワビは8000円、生ウニは1箱で1万2000円で並んでいるとされる。
お肉はさらに高く、「KOBE BEEF」と書かれた串焼きが1串4000円、和牛ステーキ肉は200グラム1万5800円であったり、また海老天は1尾500円、カニカマは500円、野菜天は500円、生姜天は500円といった具合とされる

## 交通アクセス
鉄道
■Osaka Metro　 堺筋線  千日前線　いずれも●日本橋駅で下車し、南東へ。
■近鉄　A 難波線　●日本橋駅で下車し、南東へ。
自動車道
大阪シティバス　73号系統　日本橋一丁目バス停留所で下車し、南へ。

## 周辺情報
- 黒門公園 [gm 6]

堺筋から見て黒門市場の裏手、東側、大阪市中央区日本橋2-12に所在する、小さな都市公園。当地域周辺で唯一の園地。
- 天王寺村鋳銭所跡（てんのうじむらじゅせんじょあと、てんのうじむらちゅうせんじょあと） [gm 7]

黒門公園内の東端（かつての大阪府東成郡天王寺村内。江戸時代における摂津国東成郡天王寺村内、幕藩体制下の御料摂州天王寺村内）に所在する。高津新地銭座（天王寺村銭座、天王寺村鋳銭所）は、銭座（江戸幕府から銅貨の鋳造・発行を任された機関）の一つ。
- 国立文楽劇場 [gm 8]
- 御蔵跡日本橋履物問屋街 [gm 9]
- 生國魂神社 [gm 10]
- 生玉公園 [gm 11]
- 髙島屋東別館（高島屋史料館） [gm 12]
- でんでんタウン [gm 13]
- （千日前の）味園ビル [gm 14]
- 難波千日前 [gm 15]